# Masacres de Glina
Las masacres de Glina fueron asesinatos contra campesinos serbios en la ciudad de Glina, en el Estado independiente de Croacia (NDH) que ocurrieron entre mayo y agosto de 1941, durante la Segunda Guerra Mundial. La primera ola de masacre en la ciudad comenzó entre el día 11 o 12 de mayo de 1941, cuando una banda de los Ustacha, liderada por Mirko Puk, mató a un grupo de personas  entre las cuales se encontraban hombres y niños serbios, en una iglesia ortodoxa serbia antes de que a ésta le prendieran fuego. Al día siguiente, aproximadamente 100 hombres serbios fueron asesinados por los Ustacha en una ciudad cercana a Prekopi. Algunas estimaciones sobre el número de serbios asesinados del 11 al 13 de mayo son de 260 a 417 personas. 
Después de esa ola de muertes siguieron más a su paso. Otros asesinatos en Glina ocurrieron entre el 30 de julio y el 3 de agosto del mismo año, cuando de 700 a 2000 serbios fueron masacrados por un grupo de Ustacha, sin embargo, ahora eran liderados por Vjekoslav Luburić (llamado también Maks Luburić). Ljubo Jednak, quien fue el único sobreviviente de estas muertes, fue a testificar a juicio sobre lo sucedido en el NDH después de la guerra. Puk fue capturado por las fuerzas británicas en 1945 mientras intentaba escapar a Austria y fue deportado a Yugoslavia el siguiente año, donde se suicidó. Luburić escapó de Yugoslavia después de la guerra y se fue a la España de la dictadura franquista, donde fue ajusticiado por Ilija Stanić, un agente del servicio de seguridad del estado de Yugoslavia. 
La estimación sobre cuántas personas murieron en las masacres en Glina varía de 2000 a 2400 personas. En 1969, un monumento y un museo memorial fueron construidos para conmemorar a las víctimas del genocidio , pero después de la independencia de Croacia para separarse de Yugoslavia, el monumento fue retirado por autoridades de Croacia en la ciudad. Después de la Guerra de independencia, las autoridades locales no pudieron restaurar el museo y se vieron en la necesidad de  desmantelarlo. El museo memorial fue convertido en una institución cultural genérica, consternando a la población local serbia. 

## Antecedentes
El 6 de abril de 1942, las Potencias del Eje invadieron Yugoslavia, y el Real Ejército Yugoslavo fue fácilmente derrotado debido al poco entrenamiento y escaso equipo con el que contaban. La ciudad fue entonces dividida, y el extremo croata nacionalista y fascista de Ante Pavelić, quien había estado en el exilio en la Italia de Benito Mussolini, fue nombrado Poglavnik (líder) de un estado croata liderado por Ustacha (también llamado la NDH, en croata: Nezavisna Država Hrvatska).
La NDH combinó casi todas las actuales Croacia, Bosnia, y Herzegovina, así como partes de Serbia en un “cuasi-protectorado italo-alemán ”. 
Las autoridades del NDH, lideradas por la milicia Ustacha, aplicaron más tarde políticas genocidas contra los serbios, judíos y los gitanos que vivían dentro de las barreras del nuevo estado.
Los serbios étnicos fueron perseguidos debido a que Pavelić y la Ustacha los consideraban “amenazas potenciales” en lo que ellos querían se convirtiera un estado étnicamente puro compuesto únicamente por croatas. 
Las leyes antisemitas y racistas fueron aprobadas, y los serbios étnicos, representando casi el 30% de la población de la NDH (compuesta por 6,3 millones), se volvieron el objetivo de masacres a gran escala realizadas por la Ustacha. Para la mitad de 1941, estas matanzas llegaron a un grado tal de brutalidad que asombró a algunos alemanes. Posteriormente el alfabeto cirílico serbio fue prohibido por las autoridades croatas; las escuelas cristianas ortodoxas de la iglesia fueron cerradas, y los serbios fueron ordenados a vestir con bandas en el brazo para que pudieran ser identificados. Mile Budak, el ministro croata de educación, dijo que un tercio de los serbios dentro de la NDH serían asesinados, un tercio sería exiliado y un tercio serían convertidos en católicos.  La Ustacha estableció entonces campos de concentración donde miles de serbios sufrieron maltrato y falta de alimento, hasta ser finalmente asesinados.

La bandera Ustacha del NDH, 1941-1945.

Glina es una pequeña ciudad comercial dentro de Banija, región de Croacia localizada a 55 kilómetros al sur de Zagreb. En 1931, la ciudad tenía una población de 2315 personas, habitada mayormente por serbios, croatas y judíos. Poco después de que la Ustacha tomase el poder, el ministro de justicia de Croacia, Mirko Puk, estableció una base en la ciudad.

## Masacres

### Mayo de 1941
El 11 o 12 de mayo de 1941, un grupo de Ustacha liderado por Puk capturó a un grupo de serbios de Glina y los retuvieron independientemente de su clase u ocupación. La Ustacha reunió al grupo y lo llevó a una iglesia ortodoxa, y exigió que se le dieran documentos que acreditaran que el grupo se había convertido en católico. Dos de los serbios presentaron los documentos requeridos y fueron puestos en libertad. La Ustacha encerró al resto en la iglesia y asesinó a aquellos que no tenían certificado de conversión,  incluyendo al sacerdote Bogdan Opačić. Los cuerpos fueron incinerados en el momento en que la Ustacha mandó incendiar también la iglesia. El grupo esperó fuera de la iglesia para disparar a aquellos sobrevivientes que hubiesen intentado escapar. 
El 13 de mayo, aproximadamente 100 serbios fueron ejecutados por la Ustacha en una ciudad cercana a Prekopi.
Las estimaciones de cuántos fueron los serbios asesinados entre el 11 y 13 de mayo varían. Los historiadores Jozo Tomasevich e Ivo Goldstein establecieron que el número había sido de 260. Las historiadoras Sabrina P. Ramet y Marko Attila Hoare estimaron que habían sido 300 los serbios en la masacre, mientras el historiador Davide Rodogno marcó que fueron 417.
El 14 de mayo, el arzobispo de Zagreb, Aloysius Stepinac, mandó una carta de protesta a Pavelić tras recibir las noticias sobre las muertes, pero falló en poder condenar las muertes públicamente. Al día siguiente, Pavelić visitó Roma y se le fue concedida una audiencia privada con el papa Pío XII, quién ofreció reconocimiento de facto a la NDH en nombre de la Santa Sede. Aunque el Papa estaba al tanto de que Pavelić era un dictador totalitario, no existió evidencia de que Pío XII supiera acerca de la primera masacre en Glina en el momento de hacer el reconocimiento.

### Julio y agosto de 1941
En la noche del 30 de julio de 1941, una masacre similar a la ocurrida en mayo volvió a provocarse. En ese verano, la Ustacha había ofrecido amnistía a todo aquel serbio en la NDH que ya se hubiera convertido en católico. Muchos serbios habían respondido de manera positiva. Un grupo apareció en una iglesia serbia ortodoxa en Glina donde una ceremonia de conversión tomaba lugar. Los serbios que se habían reunido, pensando que se sometían a una ceremonia de conversión, fueron recibidos por seis miembros de la Ustacha, bajo el mando directo de Vjekoslav Luburić. Cuando todos se encontraron dentro, las puertas de la iglesia fueron selladas. 
Los serbios fueron forzados a ponerse contra el suelo, y los seis miembros de la Ustacha comenzaron a golpear a cada uno en la cabeza con garrotes rodeados de clavos. Más de la Ustacha aparecieron y las matanzas continuaron. 
Algunas víctimas fueron asesinadas por cortes en la garganta, o con disparos de rifles directamente en la cabeza. Ljubo Jednak , quién sobrevivió al suceso luego de fingir su muerte, contó lo ocurrido:

Comenzaron con un campesino fornido que empezó a cantar una vieja canción histórica serbia. Pusieron su cabeza sobre la mesa y mientras continuaba cantando, le cortaron la garganta. Entonces el siguiente grupo hizo que su cráneo fuese aplastado. Quedé paralizado. “Esto es lo que te mereces”, dijo en voz alta uno de la Ustacha. La Ustacha nos rodeó, y no había escapatoria alguna. Así comenzó la masacre. Un grupo apuñalaba con cuchillos, el que le seguía aplastaba las cabezas para asegurase que estuvieran muertos. En cuestión de segundos estábamos en un mar de sangre.  Gritos, lamentos, y cuerpos por todos lados.

Los cadáveres fueron puestos en camionetas y llevados a una gran fosa de entierro, donde los abandonaron el tiempo suficiente para que Jednak  pudiera escapar. En estimaciones, al menos 200 serbios fueron asesinados esa tarde. 
Los asesinatos continuaron el 3 de agosto, cuando la Ustacha mató a los habitantes de las ciudades serbias que se encontraban cerca de la iglesia. Un mes después, la iglesia fue incendiada por la organización terrorista. El número aproximado de las muertes ocurridas del 30 de julio al 3 de agosto varía en gran cantidad. El sociólogo Damir Mirković y el historiador Paul Mojzes propusieron que fueron al menos 700 serbios los que murieron, mientras el periodista Tim Judah dijo que habían sido 1200. El historiador Iván T. Berend escribió que los Ustacha mataron a 1800 personas; Hoare escribió que fueron al menos 2000 los serbios asesinados.

## Repercusiones
A raíz de las masacres, muchos serbios de Glina y sus alrededores, huyeron a Serbia o fueron enviados a los campos de concentración controlados por los Ustacha.
En mayo de 1945, y el siguiente año, los juicios de Nuremberg juzgaron que la persecución que habían experimentado los serbios en la ciudad era un crimen genocida. Serbios locales regresaron a Glina después de la guerra, en gran parte por el deseo de permanecer cerca de las tumbas de los familiares fallecidos. Vivieron en paz al lado de los vecinos de Croacia hasta el comienzo de las guerras Yugoslavas en la década de los 90.
Puk, el organizador de la primera masacre, fue capturado por las fuerzas británicas mientras intentaba huir hacia Austria en mayo del 1945, y fue deportado a Yugoslavia meses después, donde se suicidó al cortarse las venas con una navaja de rastrillo. Luburić, el organizador de la segunda masacre, escapó de Yugoslavia luego de la guerra y se refugió en la España franquista, donde fue asesinado por Ilija Stanić, un agente del servicio de seguridad del estado de Yugoslavia (UDBA). Pavelić sobrevivió a la guerra y murió en España en 1959. 
Stepinac, quien falló en hacer públicas las atrocidades en Glina, fue acusado por el nuevo gobierno de Yugoslavia de colaborar con los Ustacha, y fue juzgado en 1946, donde Jednak testificó contra él. Stepinac fue sentenciado a 16 años encarcelado y murió mientras se encontraba bajo arresto domiciliario en 1960.
En 1986, Jednak testificó contra el ministro interior del gobierno de Ustacha, Andrija Artuković, en su juicio en Croacia.

### Legado
Un número aproximado de serbios de Croacia asesinados por la Ustacha de 1941 a 1945 fue al menos de 300.000; más de 18.000 fue de Glina y sus alrededores. 
De acuerdo a los historiadores Hannes Grandits y Christian Promitzer, las masacres que ocurrieron en la ciudad en 1941 tomaron al menos la vida de 2 000 serbios. El profesor Mark Levene estima que 2 400 personas perdieron la vida en el transcurso de los cinco asesinatos masivos ocurridos en Glina durante 1941. Algunas veces llamados pogromo, las masacres han sido descritas por Judá como una de las más infames atrocidades ocasionadas por la Ustacha. El profesor Manus I. Midlarsky describió que las víctimas del incendio ocurrido en la iglesia durante el mes de mayo fue un “presagio de lo que después los alemanes harían contra los Judíos en el interior de sus sinagogas de madera en Polonia… [e]  incendiar los edificios mientras la gente dentro de ellos se quemaba viva”.
El poema Réquiem (Serbio: Rekvijem, Реквијем), del poeta Ivan V. Lalić, está dedicado a las víctimas de las masacres en Glina. 
El 30 de julio después de la guerra,  las autoridades de Yugoslavia retiraron los restos físicos de la iglesia que había sido incendiada. En 1969, un monumento por Antun Augustinčić fue construido y un museo (en croata: Spomen-dom, literalmente "Casa Conmemorativa") fue montado en el sitio y dedicado a las víctimas de las masacres.
Después de la independencia de Croacia para su separación con Yugoslavia, el monumento, una losa de mármol con los nombres de los serbios asesinados en las masacres, fue retirado por las autoridades de Croacia en la ciudad. El museo fue gravemente dañado y removido después de su restauración por las autoridades serbias de Croacia después de su inicial remoción en 1991. Las autoridades de Croacia comenzaron a trabajar en una transformación del museo en una institución cultural llamada “Casa Croata” (en croata: Hrvatski dom). El movimiento fue percibido con indignación por la comunidad serbia, quienes se quejaron a las autoridades locales, al ministro de cultura, y al primer ministro de Croacia. Fueron apoyados públicamente por el escritor Slavko Goldstein, pero los políticos del partido local, Partido Campesino Croata rechazaron sus peticiones.

### Libros
- Ash, Timothy Garton (1999). History of the Present: Essays, Sketches, and Dispatches from Europe in the 1990s. Nueva York: Random House. ISBN 978-0-307-53084-4.
- Berend, Iván T. (1996). Central and Eastern Europe, 1944–1993: Detour from the Periphery to the Periphery. Cambridge: Cambridge University Press. ISBN 978-0-521-66352-6.
- Cohen, Philip J. (1996). Serbia's Secret War: Propaganda and the Deceit of History. College Station, Texas: Texas A&M University Press. ISBN 978-0-89096-760-7.
- Cornwell, John (2000). Hitler's Pope: The Secret History of Pius XII. Londres: Penguin Books. ISBN 978-0-14-029627-3.
- Cox, John K. (2007). «Ante Pavelić and the Ustaša State in Croatia».  En Fischer, Bernd Jürgen, ed. Balkan Strongmen: Dictators and Authoritarian Rulers of South Eastern Europe. West Lafayette, Indiana: Purdue University Press. ISBN 978-1-55753-455-2.
- Dizdar, Zdravko; Grčić, Marko; Ravlić, Slaven; Stuparić, Darko (1997). Tko je tko u NDH [Quién es quién en la NDH] (en serbo-Croatian). Zagreb: Minerva. ISBN 978-953-6377-03-9.
- Falk, Gerhard (1990). Murder: An Analysis of its Forms, Conditions, and Causes. Jefferson, North Carolina: McFarland. ISBN 978-0-89950-478-0.
- Glenny, Misha (2012). The Balkans: 1804–2012. Londres: Granta Books. ISBN 978-1-77089-273-6.
- Goldstein, Ivo (1999). Croatia: A History. Montreal: McGill-Queen's Press. ISBN 978-0-7735-2017-2.
- Goldstein, Ivo (2007). «The Independent State of Croatia in 1941: On the Road to Catastrophe».  En Ramet, Sabrina P., ed. The Independent State of Croatia 1941–45. Nueva York: Routledge. ISBN 0-415-44055-6.
- Grandits, Hannes; Promitzer, Christian (2000). «"Former Comrades" at War».  En Halpern, Joel Martin; Kideckel, David A., eds. Neighbors at War: Anthropological Perspectives on Yugoslav Ethnicity, Culture, and History. University Park, Pennsylvania: Penn State Press. ISBN 978-0-271-04435-4.
- Hoare, Marko Attila (2006). Genocide and Resistance in Hitler's Bosnia: The Partisans and the Chetniks, 1941–1943. Nueva York: Oxford University Press. ISBN 978-0-19-726380-8.
- Hoare, Marko Attila (2007). The History of Bosnia: From the Middle Ages to the Present Day. Londres: Saqi. ISBN 978-0-86356-953-1.
- Israeli, Raphael (2013). The Death Camps of Croatia: Visions and Revisions, 1941–1945. New Brunswick, Nueva Jersey: Transaction Publishers. ISBN 978-1-4128-4975-3.
- Judah, Tim (2000). The Serbs: History, Myth and the Destruction of Yugoslavia (en inglés) (2nd edición). New Haven, Connecticut: Yale University Press. ISBN 978-0-300-08507-5.
- Levene, Mark (2013). The Crisis of Genocide, Annihilation: The European Rimlands, 1939–1953 (en inglés) 1. Oxford: Oxford University Press. ISBN 978-0-19-968304-8.
- Meier, Viktor (1999). Yugoslavia: A History of Its Demise (en inglés). Nueva York: Routledge. ISBN 0-415-18595-5.
- Midlarsky, Manus I. (2005). The Killing Trap: Genocide in the Twentieth Century (en inglés). Cambridge: Cambridge University Press. ISBN 978-1-139-44539-9.
- Mirković, Damir (1996). «Victims and Perpetrators in the Yugoslav Genocide, 1941–1945: Some Preliminary Observations».  En Locke, Hubert G.; Littell, Marcia Sachs, eds. Holocaust and Church Struggle: Religion, Power, and the Politics of Resistance. Studies in the Shoah (en inglés) XVI. Lanham, Maryland: University Press of America. ISBN 978-0-7618-0375-1.
- Mojzes, Paul (2009). «The Genocidal Twentieth Century in the Balkans».  En Jacobs, Steven L., ed. Confronting Genocide: Judaism, Christianity, Islam (en inglés). Lanham, Maryland: Lexington Books. ISBN 978-0-7391-3590-7.
- Paris, Edmond (1961). Genocide in Satellite Croatia, 1941–1945: A Record of Racial and Religious Persecutions and Massacres (en inglés). Chicago, Illinois: American Institute for Balkan Affairs.
- Ramet, Sabrina P. (2006). The Three Yugoslavias: State-Building and Legitimation, 1918–2005 (en inglés). Bloomington, Indiana: Indiana University Press. ISBN 978-0-253-34656-8.
- Rivelli, Marco Aurelio (1998). Le génocide occulté: État Indépendant de Croatie, 1941–1945 [Genocidio Oculto: El Estado Independiente de Croacia, 1941–1945] (en francés). Lausana, Suiza: L'age d'Homme. ISBN 978-2-8251-1152-9.
- Rodogno, Davide (2006). Fascism's European Empire: Italian Occupation During the Second World War. Cambridge: Cambridge University Press. ISBN 978-0-521-84515-1.
- Segel, Harold B. (2003). The Columbia Guide to the Literatures of Eastern Europe Since 1945. Nueva York: Columbia University Press. ISBN 978-0-231-11404-2.
- Singleton, Frederick Bernard (1985). A Short History of the Yugoslav Peoples. Nueva York: Cambridge University Press. ISBN 978-0-521-27485-2.
- Štitkovac, Ejup (2000). «Croatia: The First War».  En Udovički, Jasminka; Ridgeway, James, eds. Burn This House: The Making and Unmaking of Yugoslavia. Durham, Carolina del Norte: Duke University Press. ISBN 978-0-8223-2590-1.
- Tanner, Marcus (2001). Croatia: A Nation Forged in War. New Haven, Connecticut: Yale University Press. ISBN 0-300-09125-7.
- Tomasevich, Jozo (2001). War and Revolution in Yugoslavia, 1941–1945: Occupation and Collaboration. Stanford, California: Stanford University Press. ISBN 978-0-8047-3615-2.

### Periódicos
- «Kako sam preživeo ustaški pakao» [Cómo sobreviví a Ustaše Hell]. Blic (en serbio). 20 de mayo de 1997.
- Engelberg, Stephen (6 de julio de 1991). «Quiet War Spills Blood Inside Croatian Borders». The New York Times (en inglés).

### Sitios Web
- Pilsel, Drago (16 de julio de 2011). «Zašto HSS-u smeta Spomen-dom žrtvama ustaškog terora u Glini?» [¿Por qué se molesta la HSS Bothered por el Monumento a las Victimas del Terror Ustaše en Glina?]. Tportal.hr (en croata).

- Datos: Q1290410